# Río Morona
Le Morona est une rivière du bassin de l'Amazone, il s'écoule parallèlement au Río Pastaza et se trouve juste à l'est de ce dernier. Il est le premier cours d'eau important qui se jette en rive gauche dans le río Marañon en aval du défilé nommé Pongo de Manseriche.

## Géographie
Il est formé par une multitude de rivières qui descendent les dernières pentes des Andes équatoriennes au sud-est du volcan de Sangay. La plus importante est le río Macuma (140 km). Il prend la direction du sud et franchit la frontière avec le Pérou en frôlant le río Santiago. Son bassin étroit s'intercale entre cette rivière et le bassin du río Pastaza, c'est pourquoi ses affluents sont courts, les trois principaux sont le río Cangaime, le río Mangosiza, et le río Situche (chacun 100 km environ).
Le Morona est navigable pour les petites embarcations sur la plus grande partie de son cours, mais il est extrêmement tortueux. En Canoë, il est possible de remonter ses bras en particulier le Cusuhma et le Miazal. Le Morona a fait l'objet de rudes aménagements avec la perspective d’en faire une route commerciale entre le fleuve Amazone, les plateaux andins de l’Équateur, et les ports du golfe de Guayaquil sur l'océan Pacifique.